# Лангус, Матей
Матей (Матевж) Лангус (словен. Matevž Langus; 1792—1855) — словенский художник-портретист;  один из последних художников периода барокко в Словении.

## Биография
Родился 9 сентября 1792 года в местечке Kamna Gorica в семье кузнеца.
Сначала работал в родной деревне, затем в городе Клагенфурте (ныне в Австрии) в мастерской Johanna Schreibersa в течение шести лет. С 1817 года работал в Любляне. Позже по рекомендации профессора Kavčiča был принят в Венскую академию изобразительных искусств, но обучался только два года. В 1821 году он вернулся в Любляну и работал как профессиональный художник. В 1824—1826 годах жил в Риме, где был зачислен во Французскую академию в Риме.
Матей Лангус занимался расписыванием соборов и церквей, в частности в Соборе Святого Николая в Любляне создал в 1840-х годах фрески. Также занимался педагогической деятельностью, среди его учеников — художницы Jožefa Štrus (1805-1880) и Alojzija Petrič (1807-1858).
Умер 20 октября 1855 года в Любляне.

Некоторые работы
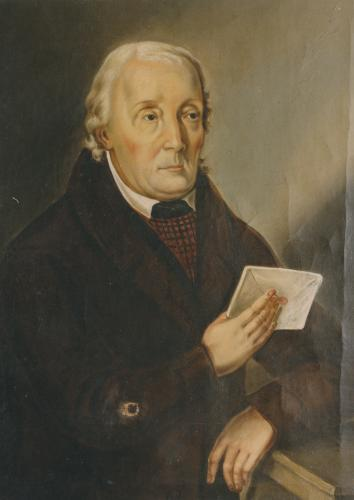
Blaž Terpinc
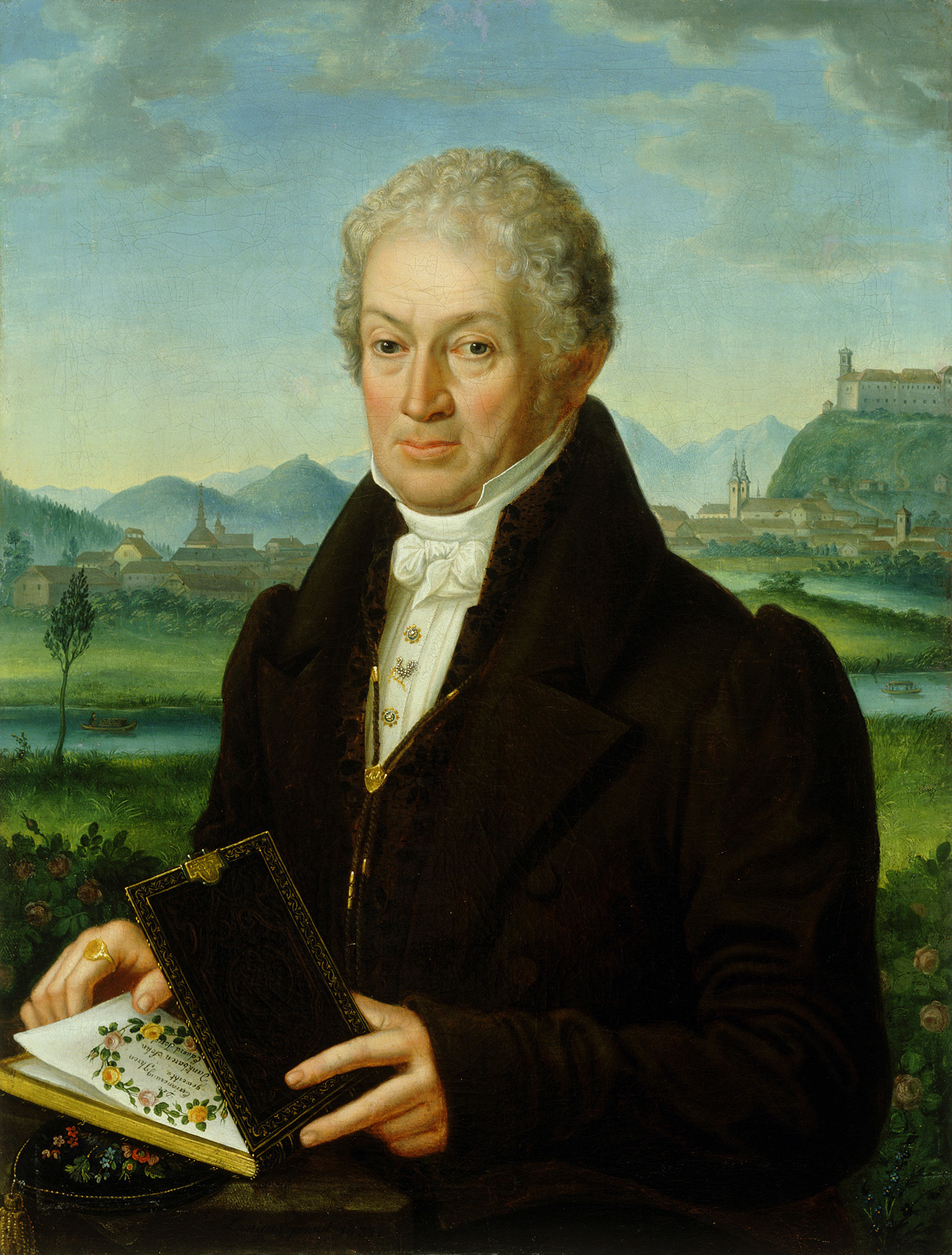
Adam Heinrich Hohn
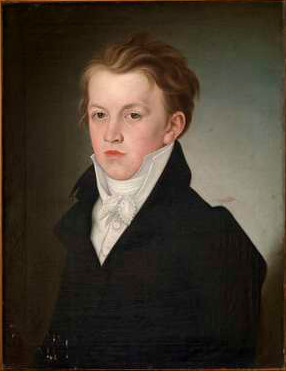
Friderik Rudež
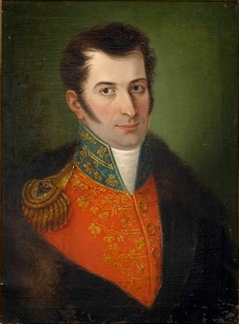
Anton Herman Reichts